# فرانك هارتلي (لاعب كرة قدم أمريكية)
فرانك هارتلي (بالإنجليزية: Frank Hartley)‏ هو لاعب كرة قدم أمريكية أمريكي، ولد في 15 ديسمبر 1967 في شيكاغو في الولايات المتحدة.

## وصلات خارجية
- فرانك هارتلي على موقع مرجع كرة القدم المحترفة.كوم (الإنجليزية)